# Moskvitch 410
O Moskvitch 410 foi um automóvel de produção limitada projetado experimentalmente, fabricado pelo fabricante soviético MZMA de 1957 a 1961. Inicialmente concebido como um meio de transporte econômico e confortável para equipes de reparos de máquinas agrícolas, o 410 apresentou-se como uma versão com tração nas quatro rodas do Moskvitch 402 com motor mais potente e maior distância ao solo. Em 1958, entretanto, a MZMA produziu uma variante de perua atualizada na mesma distância entre eixos, chamada Moskvitch 411. No total, apenas 7.580 do modelo 410 e 1.515 do modelo 411 foram fabricados.

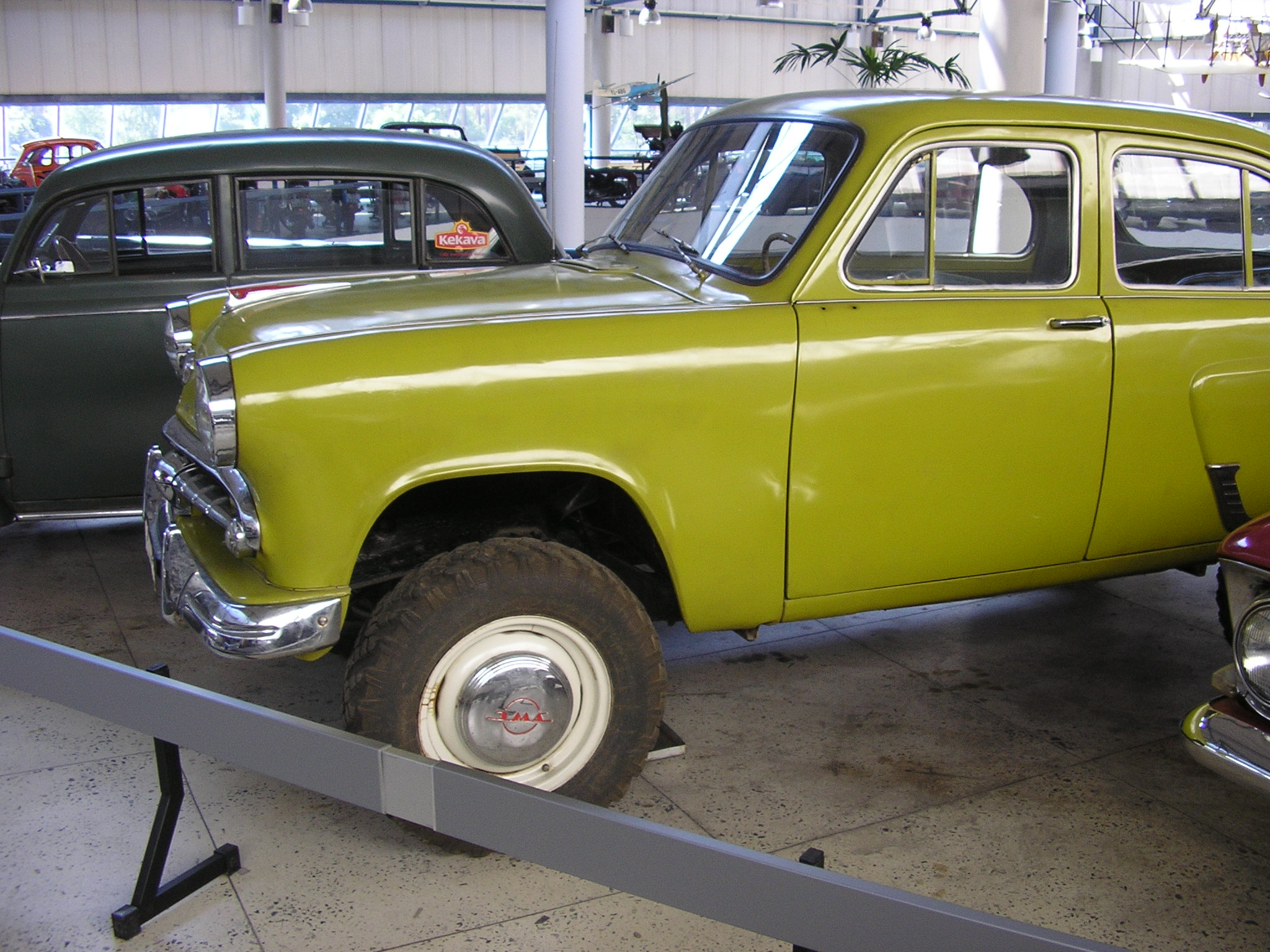
Moskvich 410N 1958 no Museu do Motor de Riga.

O 410 era movido por um motor de 35 cv, mas em 1958 foi atualizado para o 410N (em russo: 410Н), equipado com uma unidade mais moderna de 45 cv, do Moskvitch 407. O 411, bem como sua variante de três portas 431, ambos apresentavam motores de 60 cv e um aumento de peso para acomodar o automóvel. A produção de ambos os carros cessou no final de 1961, pois a MZMA pretendia adaptar a sua produção principal do Moskvitch 407 para o mercado de luxo.
A distância ao solo era de 220 mm sob os eixos e 430 mm sob o piso, podia atravessar águas até 0,3 metros de profundidade e em primeira marcha podia subir 33 graus. A versão inicial (1957-1959) tinha uma caixa manual de 3 velocidades + caixa auxiliar de 2 velocidades que em 1960 foi substituída por uma caixa manual de 4 velocidades + caixa auxiliar de 2 velocidades. A velocidade máxima era de 90 km/h.

## Modelos
- Moskvitch 410 - Série original com motor flathead, produzida de 1957 a 1958.
- Moskvitch 410N - Versão atualizada do 410 com motor OHV, produzida de 1958 a 1961.
- Moskvitch 411 - Versão perua do 410, produzida de 1958 a 1961.
- Moskvitch 431 - Protótipo de perua de três portas.